# Пестроносая кряква
Пестроно́сая кряква, или чёрная кряква, или желтоносая кряква (лат. Anas poecilorhyncha) — настоящая утка из рода Речные утки (Anas).

## Распространение и подвиды
Обитает в Южной, Юго-Восточной и Восточной Азии. Постоянный житель южной части своей области распространения от Пакистана и Индии до Японии, обитает в пресных озёрах и болотах на открытых местностях.
Образует 2 подвида:
- Anas poecilorhyncha poecilorhyncha — Индия, Шри-Ланка;
- Anas poecilorhyncha haringtoni — от Бирмы до южного Китая и Лаоса;

## Поведение
Это весьма общительная птица вне брачного сезона и формирует небольшие стаи.
Самые северные популяции расширили свою область распространения более чем на 500 км с начала XX века, возможно реагируя на глобальное потепление.

## Описание

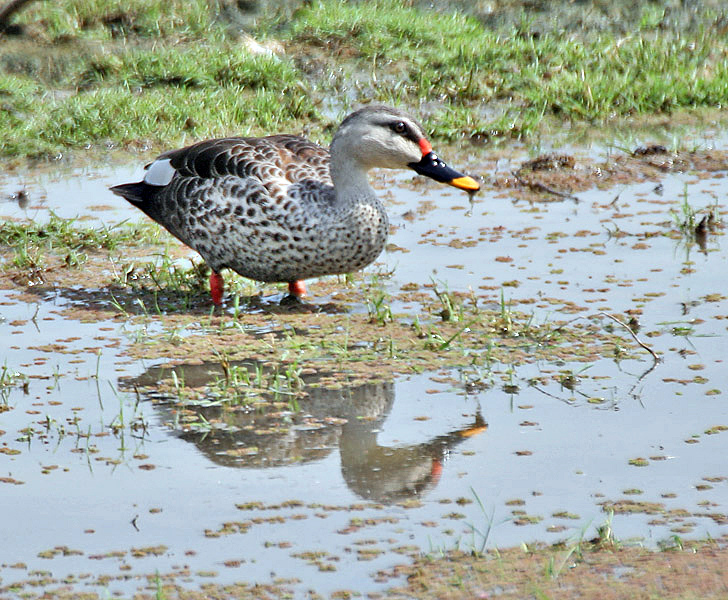
A. p. poecilorhyncha в Индии

Эта утка размером с крякву, в основном, тёмно-серого цвета с более бледными головой и шеей, клюв чёрный с жёлтым кончиком. Крылья беловатые с чёрными второстепенными маховыми перьями и зелёным зеркалом с белой каймой и белыми третичными маховыми перьями сзади них. У селезня красное пятно на основании клюва, которое отсутствует или незаметно у молодых особей, которые при этом похожи на самок. Молодые особи более коричневые и тёмные, чем взрослые.
Китайская кряква более тёмная и коричневая; оперение тела больше похоже на серую крякву. У неё не хватает только красного пятна на клюве и синего зеркала.

## Питание
Питается, добывая на поверхности воды растительную пищу, преимущественно вечером или ночью.

## Размножение
Гнездится на поверхности земли в растительности и вблизи воды, кладка состоит из 8-14 яиц.
Оба пола издают крики, подобные крякве.

## Таксономия
Филогенетическое положение этого вида загадочно. Китайская кряква часто рассматривается как отдельный вид (напр., Johnson & Sorenson 1999). Молекулярный анализ и биогеография показывают, что большинство видов группы крякв рода Речные утки (Anas) образуют две клады, но между всеми этими видами регулярно происходит скрещивание, и гибриды полностью плодовиты. Данный вид в неволе даёт плодовитые гибриды с серой кряквой и филиппинской кряквой, а в природе срещивается с кряквой, поскольку их области распространения сейчас перекрываются в Приморском крае из-за продолжающегося распространения чёрной кряквы на север.
Причина этого в весьма быстрой эволюции группы крякв в линии, отличающиеся внешностью и поведением, но остающиеся совместимыми генетически. Таким образом, случайно заблудившиеся индивиды любого вида группы крякв имеют способность скрещиваться с постоянно проживающими популяциями. Поэтому данные мтДНК не дают возможность точно определить родственные связи, тем более, что у молекулярных исследований обычно очень небольшая статистическая выборка.
Проблема с данным видом заключается в том, что его положение в группе крякв точно не определено. Таксоны крякв не могут быть надёжно определены по поведению, а только по биогеографии. Только в тихоокеанской группе есть виды с чётко выраженным брачным оперением селезней. Однако, хотя этот вид, исходя из его распространения, относится, вероятно, к азиатской группе, он обитает довольно близко к Берингову проливу, и нельзя исключить североамериканское происхождение.
Начальное исследование последовательностей цитохрома b мтДНК и второй субъединицы дегидрогеназы NADH, полученных от одной особи индийской и китайской крякв, показало, что они хорошо отличаются и что последняя позже отделилась от предков кряквы, а также что оба этих подвида с уверенностью входят в тихоокеанскую кладу.
Но другое исследование, использовавшее хорошую выборку особей китайской кряквы и кряквы из мест, далёких от областей их контакта, на основании анализа последовательностей мтДНК и шестого интрона орнитин-декарбоксилазы показало, что Anas poecilorhyncha zonorhyncha ближе родственна американской кладе, которая включает такие виды, как глазчатая и американская чёрная кряква. Кроме того, выяснилось, что вопреки первоначальным представлениям, самка чёрной кряквы не предпочитает ярко окрашенных селезней кряквы селезням собственного вида; гибриды же между селезнями чёрной кряквы и самками кряквы могли появиться благодаря особенно бродячим селезням, которых много в распространяющейся к северу популяции.
В заключение кажется ясным, что на результаты Джонсона и Соренсона, 1999 г., нельзя положиться: полученные родственные связи представлены больше похожими на небольшую выборку. Но кажущиеся общие черты американских видов также вводят в заблуждение: анализ гаплотипов кодирующих последовательностей мтДНК показывает, что сходства между чёрной кряквой и американскими кряквами произошли в результате конвергентной эволюции на молекулярном уровне. По-видимому, чёрная кряква происходит не из североамериканской клады, а отделилась вблизи точки разветвления тихоокеанской и американской линий, и впоследствии эволюционировала независимо, за исключением случайных скрещиваний с кряквой, хотя родственная связь A. p. zonorhyncha с американской чёрной кряквой заслуживает дальнейшего исследования.

## Чёрная кряква в культуре
В японской манге и её анимации «One Piece» есть чёрная кряква по имени Кару, которая принадлежит персонажу Нефертари Виви. Покемон Фарфедчт, возможно, основан на чёрной крякве.

## Фотогалерея

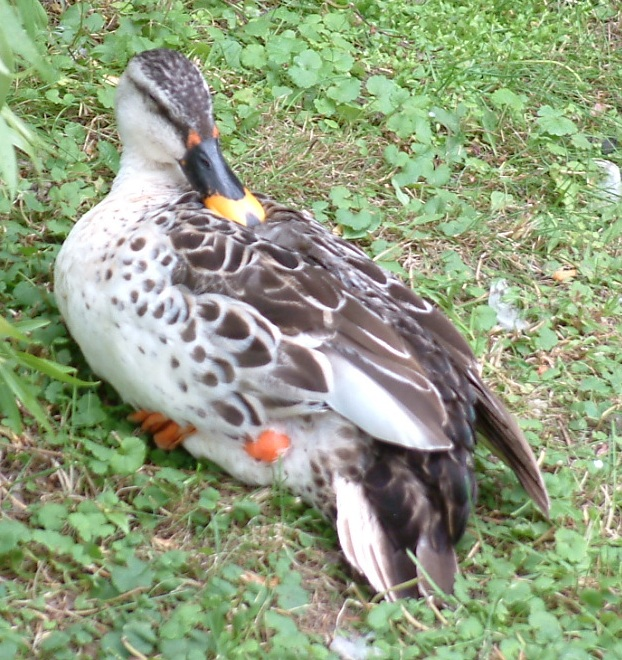
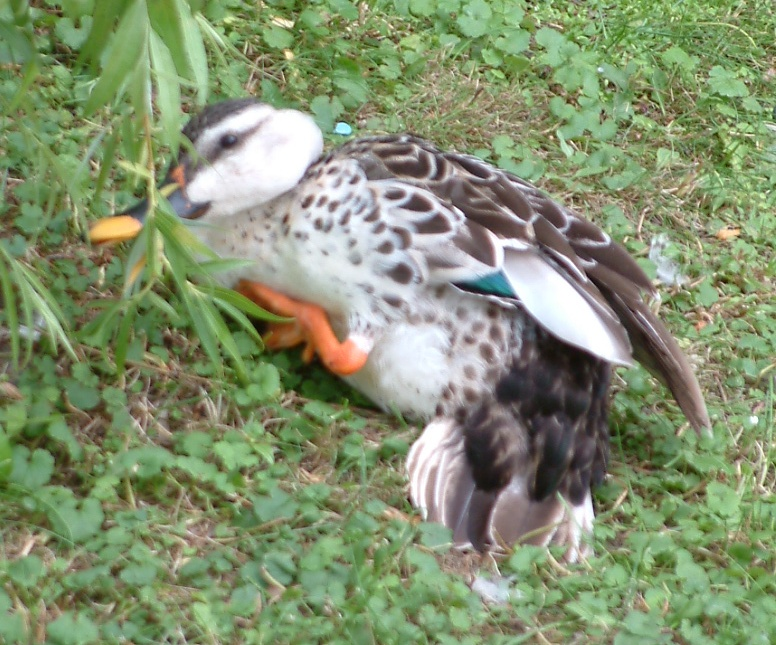
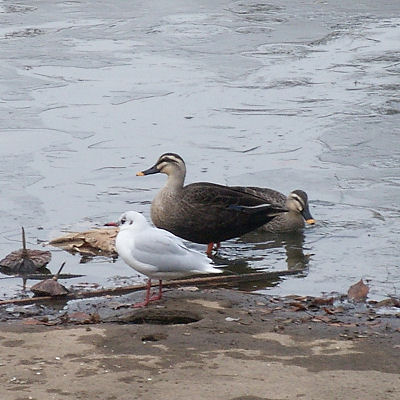
С Озёрной чайкой
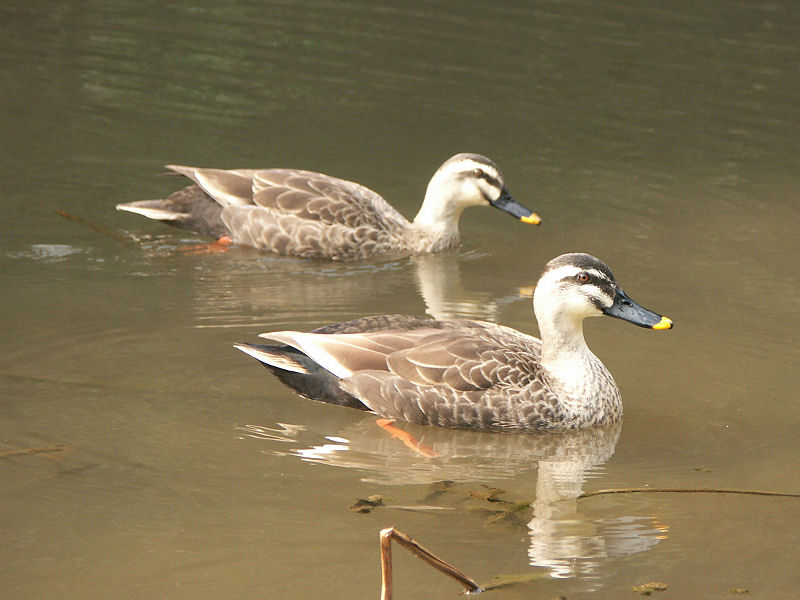
Пара чёрных крякв, самец (впереди) и самка (сзади)
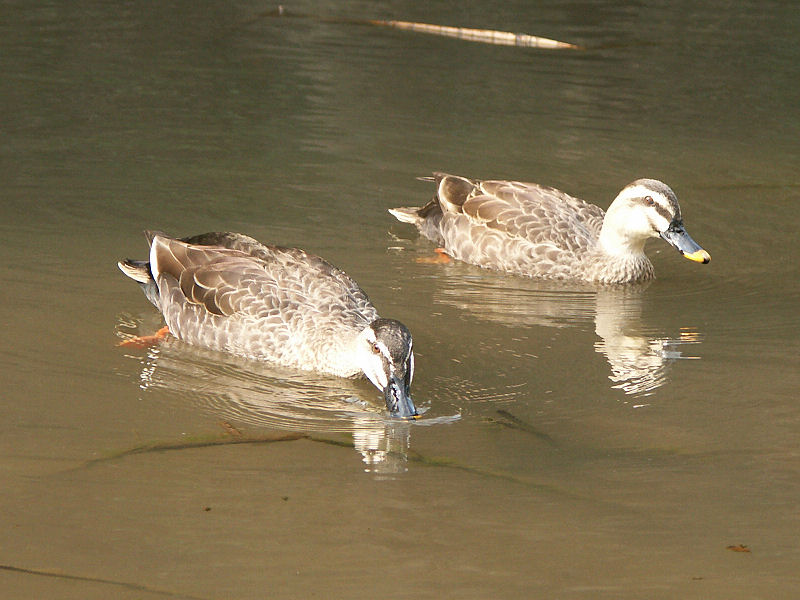
Питаются водорослями
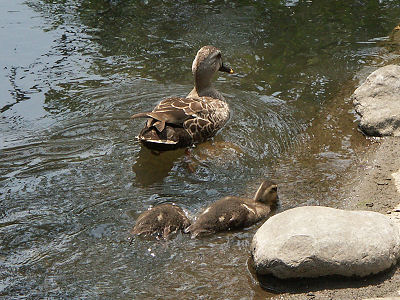
Утята следуют за матерью
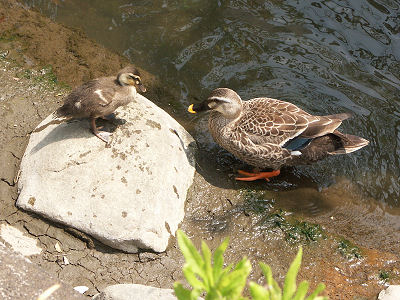
Чёрная кряква с утёнком в городском водоёме
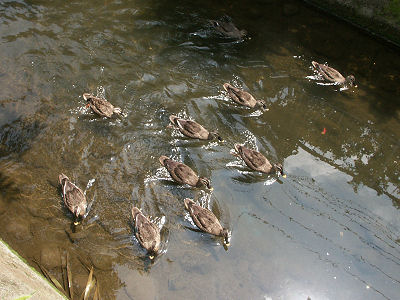
Утята растут в городском водоёме
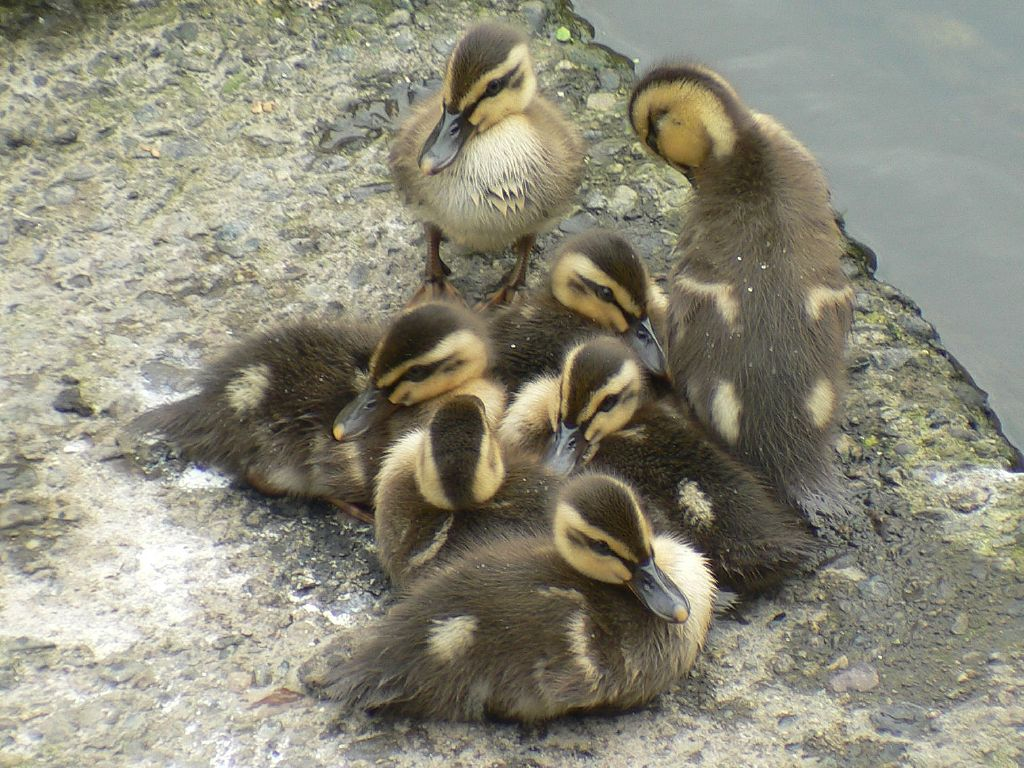
Утята на отдыхе
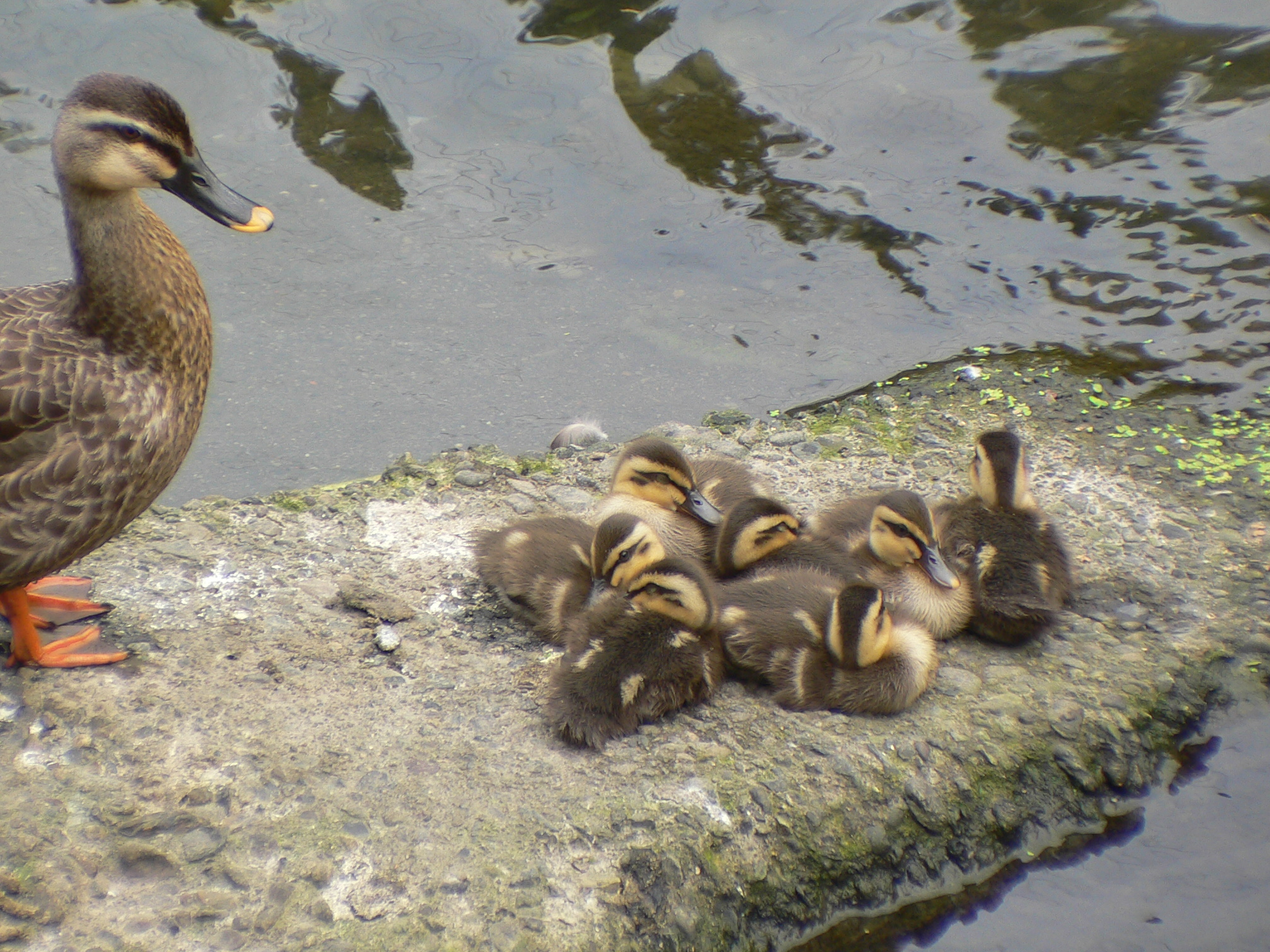
Послеобеденный сон утят, мать наблюдает
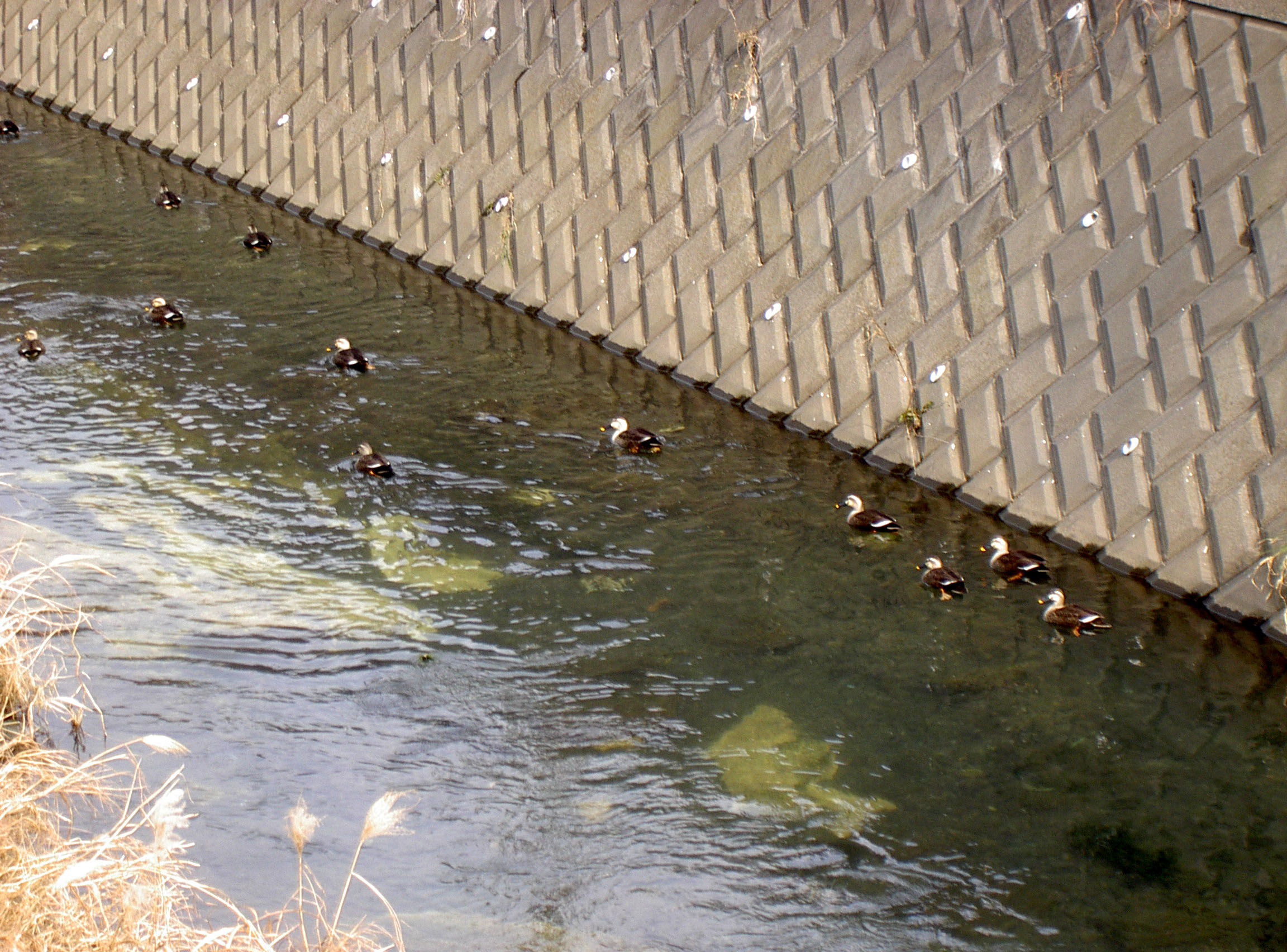
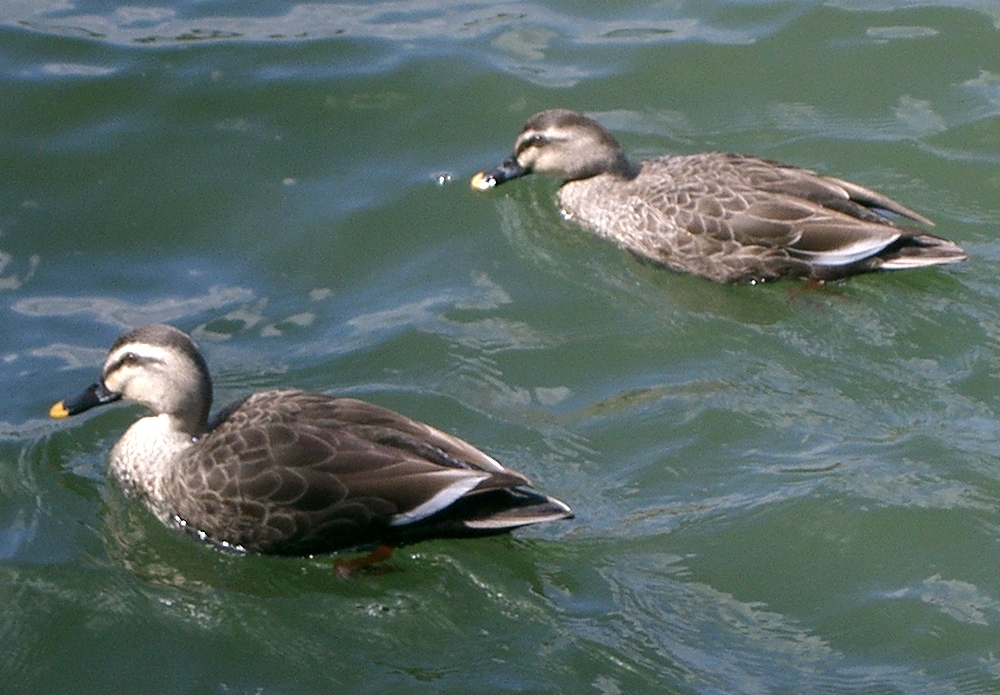
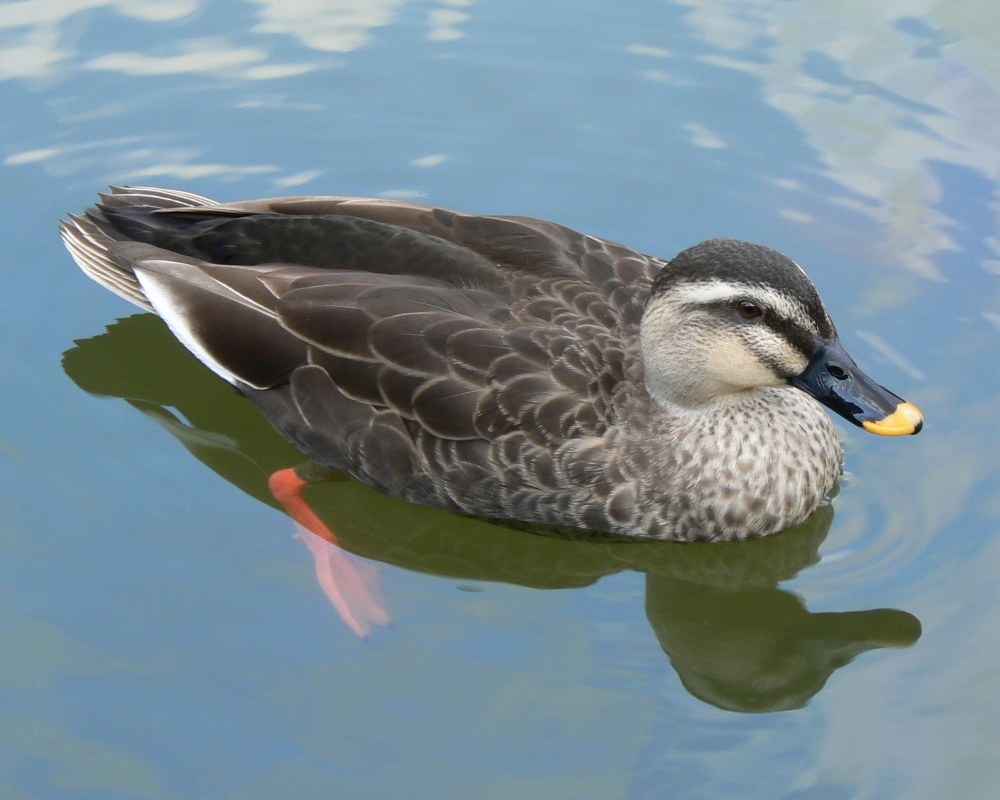
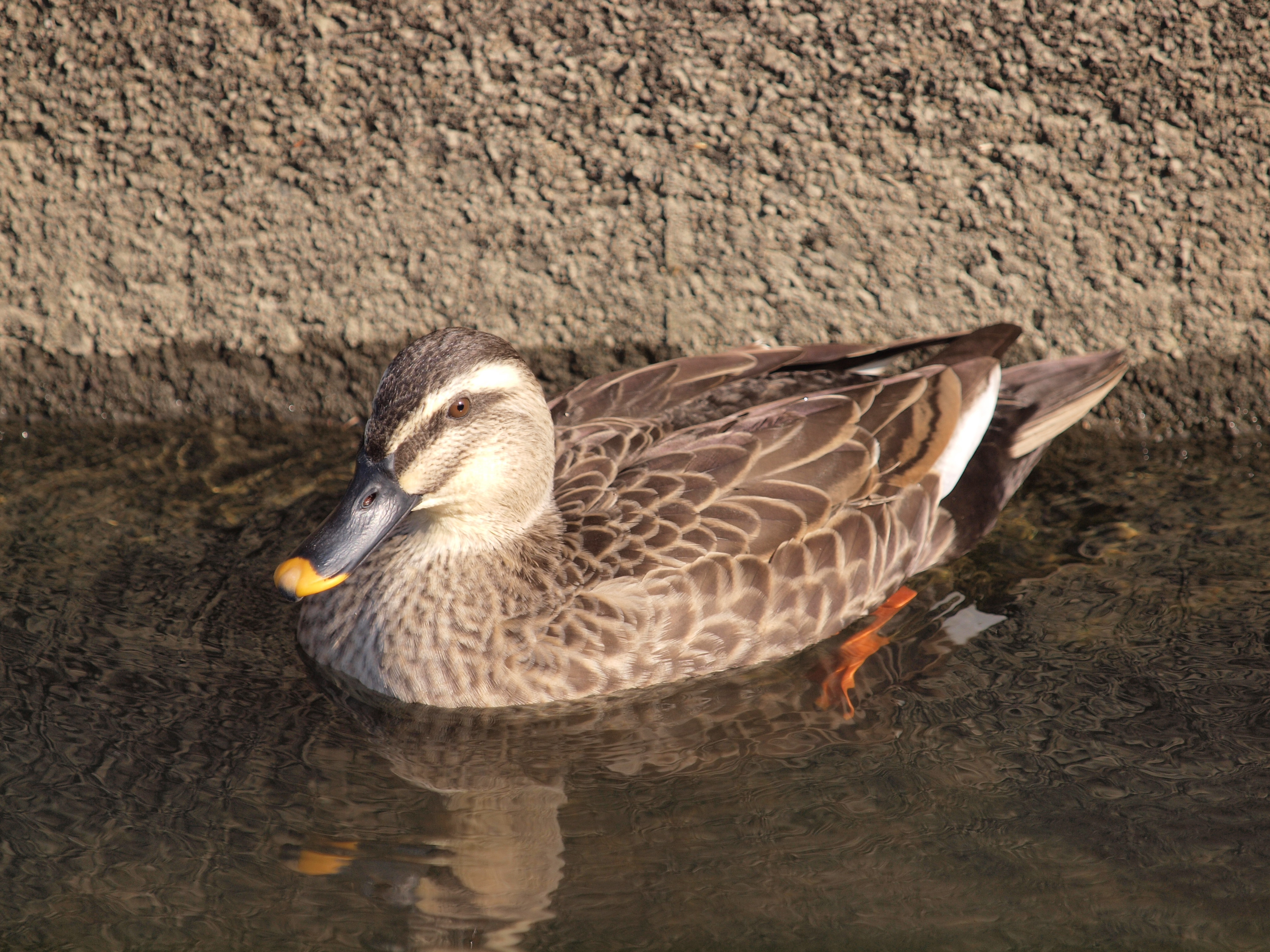